# خور آنگار
خور آنگار یک شهرک در جیبوتی است که در منطقه اوبوک واقع شده‌است.

## خصوصیات
خور آنگار ۱٬۰۱۷ نفر جمعیت دارد و ۱۰ متر بالاتر از سطح دریا واقع شده‌است.